# Mehteria
Mehteria is een geslacht van vlinders van de familie bladrollers (Tortricidae), uit de onderfamilie Olethreutinae.

## Soorten
- M. bathysema (Diakonoff, 1984)
- M. hemidoxa (Meyrick, 1907)
- M. perdigna (Kuznetsov, 1976)